# Neoserica lenangensis
Neoserica lenangensis är en skalbaggsart som beskrevs av Ahrens och Fabrizi 2009. Neoserica lenangensis ingår i släktet Neoserica och familjen Melolonthidae. Inga underarter finns listade i Catalogue of Life.